# 薩杜河

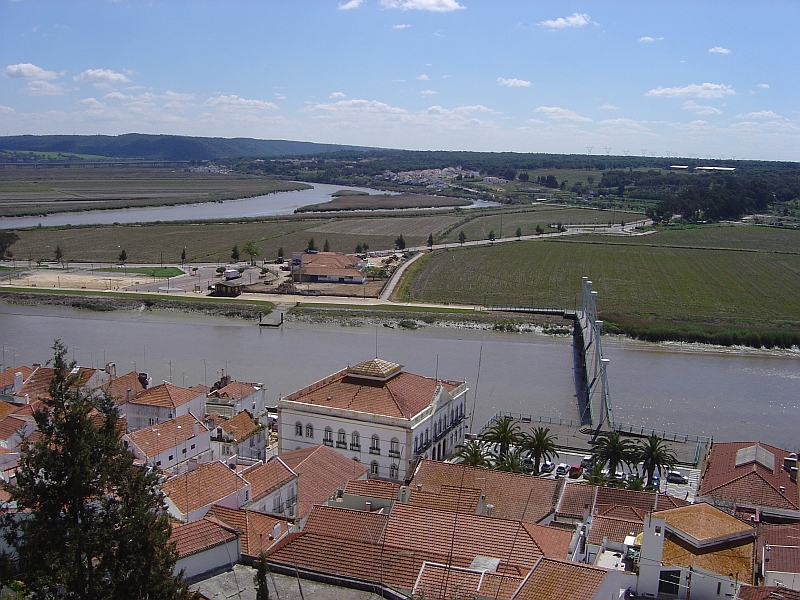
薩多河

葡萄牙地圖上的萨杜河

萨杜河（葡萄牙语： Rio Sado）位於葡萄牙南部，也是該國的主要河流之一，河道全長175公里。萨杜河從發源地朝北方流，抵達河口塞圖巴爾後流入大西洋。河道上設有多座水壩，而河口是瓶鼻海豚族群的棲息地。